# Qaraməmmədli (Ağsu)
Qaraməmmədli è un comune dell'Azerbaigian situato nel distretto di Ağsu. Conta una popolazione di 358 abitanti.